# ヘビーガン
ヘビーガン (HEAVY-GUN) は、「ガンダムシリーズ」に登場する架空の兵器で、有人操縦式の人型ロボット兵器「モビルスーツ」 (MS) のひとつ。初出は、1991年公開のアニメ映画『機動戦士ガンダムF91』。劇中および小説版では「ヘビガン」と呼ばれる。
作中の軍事勢力のひとつである地球連邦軍の量産機で、最初期の「第2期MS」とされる。アニメ映画『機動戦士ガンダム 逆襲のシャア』から登場する量産機ジェガンの後継機という位置づけで、従来機よりも機体を小型化することで、機動性の向上と運用の効率化が図られている。しかし、性能面では中途半端なものとなり、敵勢力であるクロスボーン・バンガード (CV) の小型MSに苦戦を強いられる。劇中では連邦軍のパイロット候補生ビルギット・ピリヨが搭乗し、主人公シーブック・アノーが搭乗するガンダムF91と共闘する。
『F91』から30年後を舞台とするテレビアニメ『機動戦士Vガンダム』では、改修型の「マケドニア仕様機」が登場するが旧式機ゆえ、敵勢力であるザンスカール帝国軍のMSに蹂躙される。

## デザイン
デザインは、『F91』のメカニックデザイン全般を担当した大河原邦男により、敵側のMSと同じ時期に描かれたという。初期稿では「連邦軍重MS（新型）」と仮称されていた。
富野由悠季監督からは「徹底して『安く』作って欲しい」とオーダーが出ており、大河原はジェガンを基に箱のつながりとしてデザインした。
テレビアニメ『∀ガンダム』では、同名の機体がウィル・ゲイム搭載機として準備稿などに記載されていたが、本編ではキャノン・イルフートに差し替えられている。

## 設定解説
機動歩兵的な兵器に端を発したMSは恐竜的に進化し、その過程で単機ですべて解決できるような能力・汎用性を実現しようとしたため、性能に比例するかのように機体のサイズが大きくなっていった。
黎明期のMSの平均全高は17-18メートル程度であったが、その後は世代を重ねるにつれて22-25メートル前後、さらには30メートルを超える機体も珍しくなくなっていた。しかし、大型化に伴って整備施設の規模も大がかりなものとなり、シャアの反乱以降の非戦時下の平和な時代では、設備の維持に莫大な予算がかかる状態となってしまっていた。このまま進化を続ければ予算が逼迫することは明白であり、その流れを是正するため、連邦政府は宇宙世紀0102年に外郭団体であるサナリィに解決策を要求した。その結果、サナリィで提案されたのは設備規模縮小のためにMSのサイズを見直し、原点に立ち返る意味も込めてMSが生まれた当初の平均全高をさらに下回るサイズに統一するという、「MS小型化計画」であった。
開発はアナハイム・エレクトロニクス（AE社）に委託されたが、同社は小型MSの開発に消極的であった。同社はこれまで大型化するMSの艦船・設備の建造などで巨額の利潤を得ており、また、同社としては第4世代MSに続く第5世代のMS開発に興味が向いていたため、即座に受け入れようとはしなかった。さらに、当時はマフティー動乱など小規模な反地球連邦運動はあったものの、大がかりな武力衝突は沈静化して連邦軍の主力MSは従来のジェガンタイプの改装で十分だったという事情もあり、小型MSの開発を鈍化させる一因となっていた。このような背景もあり、連邦軍の発注から実に5年もの歳月をかけ、ようやく完成したのが本機であった。
本機は新世代の小型MSを目指して開発されたものの設計は保守的で、ジェガンをほぼそのままに小型化した機体といってもよい。熱核反応炉も旧来式のジェガンと同型のジェネレーターを流用するなど基本性能は大差ないが、軽量かつ高剛性の新素材フレームを採用したことにより、出力に余裕が生じたことで機動性や運動性は向上している。設計にはガンダムタイプのコンセプトを取り入れているといわれており、特筆すべき点としてはRGM系量産機には珍しくガンダリウム合金が装甲材に採用されたことが挙げられる。また、コックピットはF71 Gキャノンと共通で、操縦方式はジェガンシリーズに搭載されていたアームレイカータイプからスティックタイプに戻されている。しかし、のちの機体で必要不可欠な装備となるビーム・シールドなどの新技術は搭載されていない。初の小型MSとして生産されたことから初期型は不具合が頻発し、現場からは「ジェガンM型のほうがマシ」とまで言われたが、量産が軌道に乗るとそれらの問題は解消し、総合的な生産性とメンテナンス性はジェガンを上回ったといわれる。
本機は設計自体が従来の焼き直し的なものであったため、その後の第2期MSで採用された新技術はほとんど採用されておらず、連邦軍が要求した性能には達していなかった。結局、MSの大型化に伴う関連設備の更新を求め続けたAE社の意向が本機を「おざなりなMS」に留めてしまった側面があり、同社の判断ミスであった。これは同社が今後もMSの主流は従来サイズであり、小型MSはそれに代わることがない、いわば軽MSであると考えていたことによるものだった。しかし、AE社の開発陣の予想に反し、本機は従来機を上回る数値を叩き出したうえ、機動性向上や戦闘継続時間延長、コスト削減効果、メンテナンスの劣悪さの解消など、小型化の有効性を示したため、同カテゴリの機体の開発を行わざるを得なくなってしまった。
小型化計画の提言を行ったサナリィは、ロールアウトした本機の試作1号機を目の当たりにしてその性能に不満を持ち、連邦軍との蜜月の関係を続けて技術向上に努めなかったAE社に見切りをつけることとなる。本件をきっかけに、コンサルティング会社としての趣が強かったサナリィは方針を転換して独自にMSを開発する道を模索し、後にF90シリーズやガンダムF91などの小型高性能MSを開発することとなる。
これらの経緯から、本機は主力MSとして採用されたものの、あくまでもより高性能な後継機が完成するまでのつなぎとして量産された。性能不足の問題を解消するため、強化オプションのプランも検討されていたといわれる。
宇宙世紀0120年ごろより後継機であるジェムズガンが登場するが、宇宙世紀0133年ごろまでは制式機の座を維持する。一部の機体は改修を受け、開発から約40年後においても現役で稼動する。

### 武装・装備
頭部バルカン砲
頭部に2門内蔵された小型機関砲。ジェガンシリーズでは外装式の1門だったものが再び内装式となっている。
ビーム・ライフル
銃身保護と射撃精度向上のため、フルバレル構造を採用しているのが特徴。開発時点では対MS戦をほとんど意識する必要がなかったため、過剰な威力を発揮しないようサブセンサーによるリミッターも装着されている。不使用時は腰背部のラッチに懸架される。
小説版『F91』での携行武装は「パウダー・ガン」と呼ばれており、ビーム兵器か実弾兵器かは不明。
ビーム・サーベル
標準的な近接戦闘用武装。1基のみ装備。
ハンドグレネード
腰の左右に4基ずつ、計8基を装備。コロニー内戦闘を考慮して威力を抑えているため、対MS戦には不適。
サーチライト
頭部にポップアップ式のサーチライトを有する。これは本機がコロニー内戦闘を考慮したための装備で、ミラー破損による光源の喪失や電力供給停止に備えている。MS本体には暗視カメラも有するが、肉眼での確認も必要という判断から採用された。

### 劇中での活躍
映画『機動戦士ガンダムF91』（宇宙世紀0123年）では、フロンティアコロニー守備軍や月面からの増援部隊として数機が登場。フロンティアコロニー守備軍の機体はCVの襲撃にまともに対抗できず、戦線を広げつつ一方的に撃破されていた。その中でフロンティアコロニー守備軍所属の正規軍人ビルギット・ピリヨが搭乗する24番機は、F91やビギナ・ギナ、ダギ・イルスなどとともにスペース・アークの戦力として用いられ、F91との連携によってデナン・ゲーを撃破するなどの活躍を見せるが、劇中終盤に登場する殺人兵器バグがフロンティアIで虐殺を始めた際、バグの攻撃をおびき寄せるために集中攻撃を浴び、機体を切り刻まれて撃墜される。
漫画『機動戦士クロスボーン・ガンダム』（宇宙世紀0133年）では、連邦軍側の主力MSとして多数が登場する。

## バリエーション

### ヘビーガン重装攻撃型
雑誌『ガンダムマガジン』第1号が初出で（モノクロ、名称は「ヘビーガン フル装備」）第5号でカラー画稿が掲載された（名称は「ヘビーガン パワードウェポンタイプ」）。雑誌『B-CLUB』第70号の連載企画「月刊MSジャーナル」で「ヘビーガン重装攻撃型」とされ、『MS大全集』シリーズでもこの名称が踏襲されている。
連邦軍幹部は、MSの機動性の高さだけでは敵MSとの決定的差が生まれないと考えていたため、ハード・ポイントを積極活用した重武装化の強化案を進めることにより、戦力の向上を図った。MS強化案はGキャノンを皮切りに開始されたが、旧型であるジェガンはこれ以上の投資を行っても無駄であるという判断によってこの案からは除外されたため、その代替として従来機からはるかに高い機動性を持ちつつも、かねてから攻撃力不足が問題視されていた本機が選定された。Gキャノンに遅れること1か月で、試作1号機が開発されている。
特に中長距離支援を想定し、Gキャノンの追加オプション（超長距離型）と住み分けされた。追加されたオプションユニットは緊急時に炸薬で排除が可能となっており、即座に白兵戦への移行もできる。重装備を誇るがベース機のジェネレータの出力不足が影響し、同時に使用可能なビーム兵器に制約がある。また、全装備を同時に架装すると重量の増大による機動力の低下が懸念されたため、必要な装備を選択して出撃する運用が行われた。
武装・装備
SBR（ショートビームランチャー）
腰部背面にマウントされる短砲身ビーム・ランチャー。発射回数こそ少ないものの、運用次第では戦艦を一撃で撃沈可能とされる。
ダブルビームガン / 2連装グレネードランチャー
右腕部の装備。ダブルビームガンとする資料と、腰部のグレネードを装填して使用する2連装グレネードランチャーとする資料がある。2連装高射機関砲に換装される場合もある。
2連電磁レールガン（シールドタイプ） / ダブル・ビームガン
左腕に装備。2連電磁レールガンとする資料とダブル・ビームガンとする資料が見られる。
4連マシンキャノン（APFDS弾）
左肩部に装備。Gキャノンのものを小型・軽量化したもの。
9連装ミサイルポッド（地対地ミサイル）
右肩部に装備。
作中での活躍
漫画『機動戦士ガンダムF90 ファステストフォーミュラ (F90FF)』では、宇宙世紀0115年にテスト用の1機が連邦軍第2特別実験戦団「ファステストフォーミュラ」の母艦であるスペース・アーク級巡洋艦「フェア・レディ」に搭載されている。テスト中にMSA-0120の襲撃を受け窮地におちいるギデオン・ブロンダン中尉のガンダムF90Oタイプを救うため、ディル・ライダー准尉が（ほかに出撃できる機体がないため）無断で搭乗し出撃する。しかし、機体がディルの操縦についていけず、肉迫されコックピットに銃口を突き付けられるが、F90を監視する連邦軍「ウジャトアイズ」隊のGカスタムの狙撃により救われる。翌0116年からはミズマ・ムエルテの乗機となる。

### ヘビーガン（マケドニア仕様）
テレビアニメ『機動戦士Vガンダム』に登場。メカニックデザインは石垣純哉。同作中に登場する他MSや戦艦と同様、作画の手間を考慮し、ディテールは『F91』でのデザイン画よりも簡略化されている。
サイド2の「マケドニアコロニー」政庁が独自に改修し、自国の防衛用として配備していた機体である。宇宙戦国時代において独立を宣言したコロニーの多くは、地球連邦軍の駐留部隊を接収したり払い下げ品を独自調達したりするなどの手段により、軍事力を保持していた。マケドニアではヘビーガンを使用していたが、宇宙世紀0110年代に量産されたゆえに耐用年数を超えた機体も多く、ほとんどが独自改装を施したマケドニア仕様となった。改修によってベース機からわずかに性能が向上しており、頭部や胸部の形状が大きく変化している。また、カラーリングはライトグレイ系に変更されている。
主装備であるビームライフルと実体式シールドは、ベース機から引き継がれている。ビームライフルについては構造はベース機のままだが細部が簡略化されており、整備性と生産性を考慮しての仕様変更だと思われる。腰部グレネードは装備していない。
安定した性能と簡単な操作性、何より生産性の高さから0150年代でも運用され続けていたが、改修こそされているものの技術の進歩に対応できているとは言いがたい。連邦軍の当時の主力機であるジェムズガンやジャベリンよりもさらに前世代機であるため、ザンスカール帝国軍のMSとの交戦時にはまともな抵抗すらできず、一方的に撃破される。

### ヘビーガンII
『F90FF』での台詞が初出で、関連企画「月刊モビルマシーン」で詳細が設定された（型式番号：RGM-111X）。ハーディガンの原型機となる。

## 関連機体
MSA-0120
地球連邦軍による次期小型主力機調達コンペに向けて制作された試作機。ヘビーガンの発展型といわれる。

ハーディガン
ヘビーガンをベースにF70 キャノンガンダムをリニューアルすることを目的として開発された機体。

シルエットガンダム
内部フレームに本機のものが流用されている。